# Burkau
Burkau är en kommun och ort i Landkreis Bautzen i förbundslandet Sachsen i Tyskland. Kommunen har cirka 2 700 invånare.